# Celburda, Țiurupînsk
Celburda (în ucraineană Челбурда) este un sat în comuna Radensk din raionul Țiurupînsk, regiunea Herson, Ucraina.

## Demografie
Componența lingvistică a localității Celburda
     Ucraineană (92,89%)
     Rusă (7,11%)
Conform recensământului din 2001, majoritatea populației localității Celburda era vorbitoare de ucraineană (92,89%), existând în minoritate și vorbitori de rusă (7,11%).